# Renault R35
A Renault R35 vagy Char léger Modèle 1935 R (magyarul „1935-ös könnyű harckocsi modell Renault”) egy francia gyártmányú gyalogsági harckocsi volt, melyet a második világháborúban vetettek be.
Fejlesztését 1933-ban, gyártását 1936-ban kezdték, a típust könnyű gyalogsági támogató harckocsinak szánták, és önálló páncéloszászlóaljakat kívántak felszerelni velük, melyek a gyalogos hadosztályokkal együtt képesek elvégezni feladataikat. A fejlesztés végeredményeként egy viszonylag jól páncélozott, de lassú és csekély páncélátütési képességgel bíró harckocsihoz jutott a francia hadsereg. A második világháború kitörésekor a páncélelhárítási feladatkör felértékelődött, és ez vezetett a sokkal erősebb hosszú csövű ágyúval felszerelt Renault R40 kifejlesztéséhez. A franciák tervezték gyártósoraik átállítását újabb, gyorsabb típusokra, de Franciaország bukása miatt erre nem került sor, így a franciaországi hadjárat alatt a Renault R35/40 típusok maradtak a legnagyobb számban rendelkezésre álló harckocsik, melyekből 1940 júniusáig 1685 darabot gyártottak. Abban az időben a típust Lengyelországnak, Romániának, Törökországnak és Jugoszláviának is exportálták. A háború további részében Németország és szövetségesei használták a zsákmányolt példányokat, melyek közül néhányat páncélvadásszá is átépítettek.

## Fejlesztés
1933-ban Franciaország még mindig az első világháborús veterán Renault FT–17 utódját kereste, amely már abban az időben igen elavultnak számított. Az NC28 jelű páncélos mindössze az FT modernizált változata volt, problémás felfüggesztéssel. A D1 (gyengén páncélozott) és a D2 (túl nehéz) harckocsik az 1924-es programból származtak és nem feleltek meg a gyalogság számára.
A gyártók általában várnak a katonai megrendelésekre, melyek konkrétan megmondják, hogy mire is van szükségük, ennek ellenére a Hotchkiss, felfedezve egy könnyű harckocsi szükségességét, saját fejlesztésbe kezdett. Ez a tanulmány elég ígéretesnek tűnt ahhoz, hogy a tanácsadó testület (Conseil consultatif de l'armement) 1933 augusztusában egy új pályázatot fogalmazzon meg. A gyártók felé a következő kívánalmakat írták elő:
- a fegyverzet legyen két darab géppuska vagy kis űrméretű ágyú
- a páncélzat legyen 30 mm vastag a függőleges felületeken (1934 júniusában a páncélvastagságot 40 mm-re növelték)
- a maximális tömeg hat tonna legyen
- a személyzet két főből álljon
- az átlagos sebesség 8–10 km/h legyen.

A leírás alapján a kívánt harckocsi lényegében az FT feljavított változatát vázolta fel. A gyalogság támogatására nincs szükség a nagy sebességre, mivel a harckocsinak lépést kell tudni tartani a gyalogsággal. A fegyverzetnek elégségesnek kell lennie az ellenséges gyalogság és megerősített védelmi pontok ellen, páncéltörő képességet nem szántak az új járműnek.
Összesen 14 gyártó jelentkezett a pályázatra, melyből 1934-re már csak hét maradt. Ebből is mindössze négy tervezőt bíztak meg prototípusok előállításával: Delaunay-Belleville, FCM, Batignolles-Châtillon és a Renault. A Renault-t váratlanul érte a Hotchkiss programjának gyors indítása, de így is a Renault szállította le hamarabb prototípusát, mivel míg a többi vállalat még csak a tanulmányoknál járt, akkor már a Renault az összeszerelést végezte. A Delaunay-Belleville és a Batignolles-Châtillon ajánlatát gyorsan félredobták és csak az FCM és a Hotchkiss tervezeteit tartották használhatónak.
A Renault igyekezett felzárkózni riválisaihoz, ám ennek meglett a mellékhatása, mivel prototípusának összeszerelése túlságosan előrehaladott volt, mikor megváltoztatták a páncélvastagság iránti kívánalmakat. Emiatt csak a torony páncélzatát tudták 40 mm-re növelni, majd 1934. december 20-án leszállították az első prototípust, melyet a 'Renault ZM jellel láttak el.
1935 tavaszán a járművet ellátták nehezebb páncélzattal és az új szabványú APX toronnyal. Fegyverzetéül az FT–17 harckocsik 37 mm-es rövid csövű SA 18 ágyúját és a 7,5 mm-es Reibel géppuskát választották. Az SA 18 ágyú beépítése észszerűnek tűnt, mivel bizonyított az első világháborúban és a kivonásra kerülő FT harckocsikból nagy számban tudták kiszerelni és újrahasznosítani, ami igen gazdaságos megoldás volt. Emellett a lőszer is nagy mennyiségben állt rendelkezésre.
A jármű terepjáró képessége igen rossz volt a megnövekedett tömeg miatt. Megoldást majd csak 1940-ben kerestek és találtak a problémára (Renault R40). A harckocsi másik gyenge pontja az árokáthidaló képessége volt, melyet az AMX gyártmányú farok-csúszó szerkezet felszerelésével oldottak meg, habár a franciaországi hadjárat megkezdéséig nem sok járművet láttak el vele.
A harckocsi még tesztelés alatt állt, mikor a német újrafegyverkezés miatt növekedni kezdett a nemzetközi feszültség. Emiatt a francia harckocsiflotta modernizációja még sürgetőbb feladattá vált. Így a ZM harckocsi azonnali sorozatgyártását rendelték el, habár a végső modellt még be sem fejezték. 1935. április 29-én egy 300 darab harckocsiról szóló megrendelést adtak a Renault vállalatnak, 190 000 francia frank páncéltestenkénti összegért (fegyverzet, motor és torony nélkül, a teljes exportár 1 400 000 frank volt 1939-ben, ami nagyjából 32 000 amerikai dollárnak felelt meg). Az első sorozatgyártású járművet 1936. június 4-én adták át, majd intenzív tesztelési sorozatnak vetették alá, mivel különbözött a prototípustól.

## Leírás

### Páncéltest
A páncéltest három fő öntvény részből készült, melyeket szegecseléssel illesztettek össze a hengerelt acéllemezből készült oldallemezekkel és a padlóval. A két oldallemezre került fel a felfüggesztés. Az öntvény homlokpáncél foglalta magában a differenciált és a kormányművet, míg a hátsó részben kapott helyet a motor. Az öntvény felépítmény, amely a sárvédőtől felfelé alkotta a páncéltestet nyújtott védelmet a vezető fejének, erre került rá az APX-R torony és a motor fölé a motorháztető.
A jármű belső kialakítása hasonló volt a Hotchkiss H35-höz, ugyanúgy kétfős személyzettel rendelkezett, viszont a H35-tel ellentétben a vezető a bal oldalon ült, míg jobb oldalán helyezték el a sebességváltót. A vezető előtt egy búvónyílást alakítottak ki, amelynek kétrészes ajtaja két felé, felfelé és előre nyílt. A felső részben helyezték el az episzkópot egy páncélozott kémlelőnyílással együtt. Kémlelőnyílásokat a jármű mindkét oldalára vágtak, melyeket egy páncéllemezzel lehetett lezárni.

### Torony

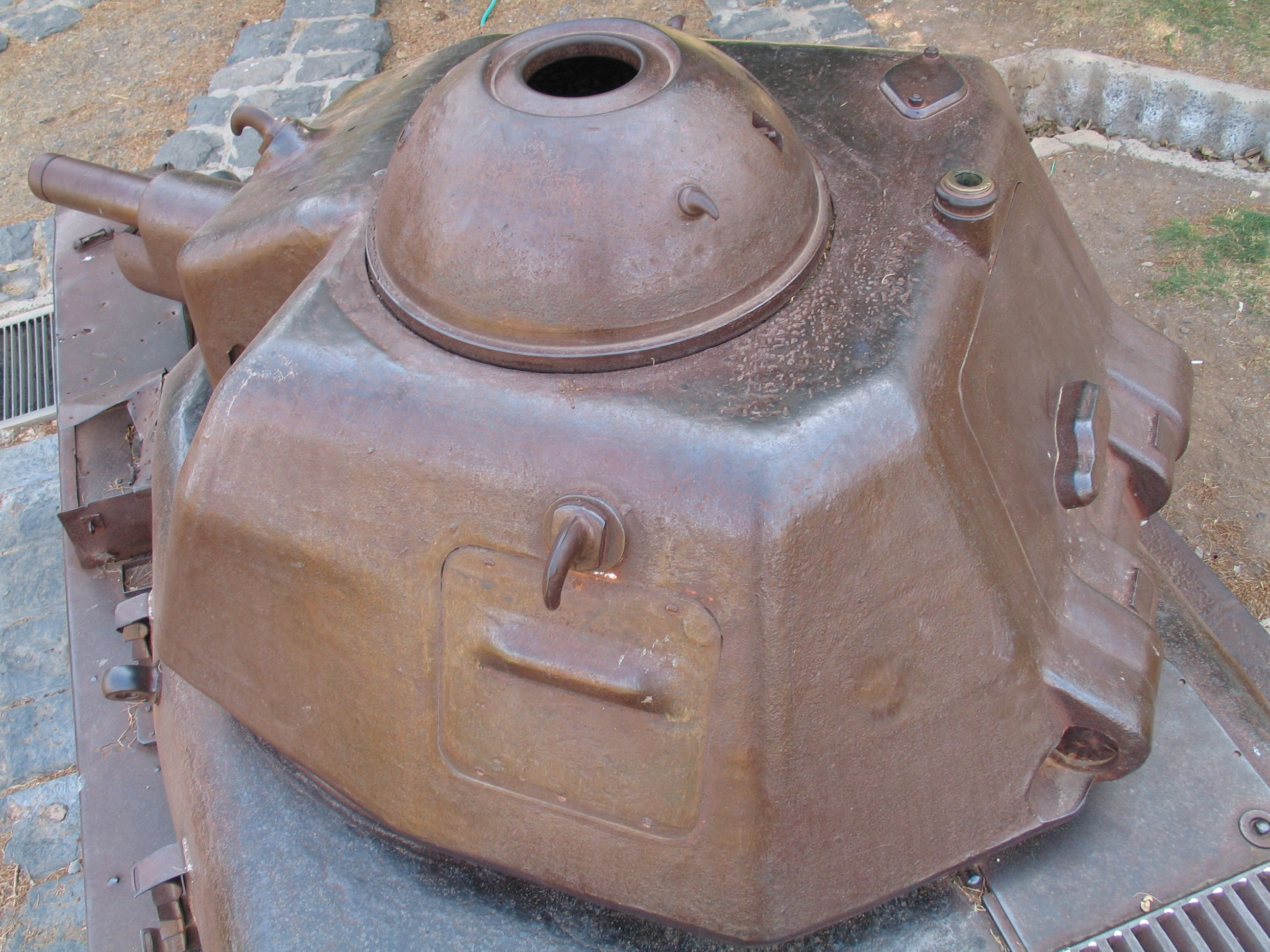
A torony

Az egyszemélyes öntöttvas hatszögletű APX torony egy 30 mm vastag páncélzattal ellátott körbeforgatható kupolával volt ellátva, amelyen függőleges kémlelőnyílásokat helyeztek el. A kupolát a parancsnok, mint a torony egyetlen utasa, egy karral forgathatta. A parancsnok általában álló helyzetben foglalt helyet a toronyban, bár néha beszereltek egy ülést a számára. A kupolán csak egy kémlelőnyílás volt, habár a torony oldalfalain további három episzkópot is elhelyeztek, a parancsnoknak mégis nehéz feladat volt a célpontok felderítése és leküzdése. A torony hátsó részén egy lehajtható ajtajú búvónyílást alakítottak ki. Az ajtót lehajtva a parancsnok ráülhetett, így magasabb pozícióból jobb rálátása nyílt környezetére. A toronyba került beépítésre a 37 mm-es SA 18 harckocsiágyú és a 7,5 mm-es Reibel-géppuska. A korai járművek az APX–R toronnyal készültek, melybe az L.713 irányzékot szerelték be. Később ezt az irányzékot az L.739 típusúra cserélték. A tornyok szállítása nem volt problémamentes. Az első, 1936-ban leszállított 380 páncéltestből mindössze 37-et tudtak toronnyal ellátni.

### Hajtó és futómű
A küzdőteret egy tűzfallal választották el a motortértől, amelybe a Renault négyhengeres motorja, annak hűtője és az üzemanyagtartály került beépítésre. Az öntömítő üzemanyagtartály a bal oldalra került, közvetlenül a tűzfal mögé. A tartálynak két része volt, a fő tartály egy pumpával juttatta az üzemanyagot a karburátorba, míg a tartalék tank a másik fölé került és a gravitációs erő segítségével töltötte újra a fő tartályt.
Az üzemanyagtartály mögött kapott helyet a motor és az olajhűtő, ezek mögött pedig a szíjhajtásos ventilátor.
A felfüggesztés hasonló volt más Renault gyártmányú lovassági és könnyű harckocsiéhoz. A futómű oldalanként öt futógörgőből, három visszafutó-lánctámasztó görgőből, a hátul elhelyezett visszafordító-láncfeszítő kerékből, az elöl lévő láncmeghajtó kerékből és a lánctalpból állt. A páronként rugótekerccsel összekötött futógörgőből a két páron kívül elöl fél pár volt szerelve. A láncfeszítő kerekek a stabilitás növelése érdekében alsó állásban, majdnem a talajt érintve működtek.

### Fegyverzet
A harckocsi elsődleges fegyvere egy 37 mm-es L/21 űrméret hosszúságú SA 18 harckocsiágyú volt, amely lövedékét 360 m/s sebességgel lőtte ki. A másodlagos fegyver egy, az ágyúval párhuzamosított 7,5 mm-es Reibel-géppuska volt. A fegyvereket mínusz 16 és plusz 20 fokos függőleges, illetve jobbra és balra is 5 fokos vízszintes szögtartományban lehetett mozgatni, viszont szükség esetén e fegyvereket középső helyzetben rögzíteni lehetett, ilyenkor a torony mozgatásával végezték a célzást. Az ágyúhoz az L.713/L.739 típusú irányzékot használták.
A páncélosban 42 darab páncéltörő és 58 darab nagy robbanóerejű lövedéket hordoztak az ágyúhoz és 2400 darab lövedéket a géppuskához.

### Páncélzat
A lövegpajzs 45 mm vastag volt. A páncélzat többi részének vastagsága a következőképpen alakult:
| Vastagság/Dőlésszög | Első         | Oldal     | Hátsó     | Tető/Alj     |
| ------------------- | ------------ | --------- | --------- | ------------ |
| Torony              | 40 mm/5°     | 40 mm/28° | 40 mm/30° | 25 mm/90°    |
| Páncéltest          | 40/43 mm/37° | 40 mm/10° | 32 mm/24° | 25/10 mm/90° |

## Alkalmazás

### Franciaország
A második világháború kitörésekor Franciaországban 21 harckocsizászlóalj (Bataillion de Chars de Combat) volt felszerelve R35 harckocsikkal. 1939. szeptember 2-ig összesen 975 példány került átadásra, amelyből 765 volt a csapatoknál, 49 kiképzőiskolában, 33 raktáron és 45 a tengerentúlon. A harckocsizászlóaljak 45 R35 tankkal voltak felszerelve. Alárendeltségükben három század (három harckocsival) és egy támogató század (öt harckocsival és egy parancsnoki harckocsival) tartozott. A századparancsnok külön páncélossal rendelkezett. Egy zászlóalj további 100 járművel rendelkezett, így igen önellátó volt: hozzá tartoztak könnyű terepjáró parancsnoki járművek, vontatók (Renault vagy Lorraine típusok), műszaki mentő féllánctalpasok (Somua MCG 4), összekötő és szállító járművek.
A legtöbb zászlóalj közvetlenül a gyalogság alá volt rendelve. A könnyű harckocsikat csak rendeltetési feladatuknak megfelelően, a gyalogság támogatására használták. A harckocsizászlóaljakat a teljes fronton szétszórták a különféle hadseregcsoportok közé. Emiatt újracsoportosulásra vagy komolyabb manőverezésre nem volt lehetőség.
A franciaországi hadjárat folyamán a kis R35 harckocsik gyakran tettek csodát. A 40 mm-es páncélzat 300 méteres távolság felett áthatolhatatlan volt a 3,7 cm-es páncéltörő lövegek számára.
1940. május 15-én a 2., 24. és az újonnan felállított 44. harckocsizászlóaljat az ideiglenes 4. tartalékos páncéloshadosztályhoz (Division Cuirassée de Réserve) osztották, 135 darab R35 harckocsival. Két új zászlóaljat, a 40. és a 48. harckocsizászlóaljat a 2 tartalékos páncéloshadosztály megerősítésére küldték. Az elsőt 15 R35 és 30 R40, a másodikat 16 R35 és 29 R40 típusú páncélossal szerelték fel. Továbbá a lengyel 10. páncélos lovasdandár 1. és 2 harckocsizászlóalja, melyek legénységét először FT–17 harckocsikon képezték ki, 17 darab R35 és nagyjából 24 darab R40 típusú páncélossal szerelték fel május végén. Júniusba az R40 harckocsikat visszaadták, de később 28 újjal helyettesítették. Ebben az időben az 1., 6., 25., 34. és 39. páncéloszászlóaljjal újraalakították az 1. tartalékos páncéloshadosztályt, a 10. zászlóaljjal megerősítették a 3. páncéloshadosztályt, a 25. zászlóaljat pedig újraalakították 21 R35 és 24 (volt lengyel) R40 harckocsival. Nagyjából 300 darab harckocsi került a tartalékból ezekhez az alakulatokhoz, és nagyjából 800 került a páncéloshadosztályokhoz a rendelkezésre álló 1440 járműből.

### Francia gyarmatok
Két R35 zászlóalj (a 63. és a 68.) 45 és 50 harckocsival Szíriában, 30 (26 darab a 62. zászlóaljban, négy darab raktáron) Marokkóban állomásozott. 1941-ben a Szíriát megszálló szövetségesek ellen kerültek bevetésre a harckocsik, melyeket részben a Szabad Francia Erők szereztek meg és használtak az 1942 novemberében indított Torch hadművelet alatt.

### Harmadik Birodalom

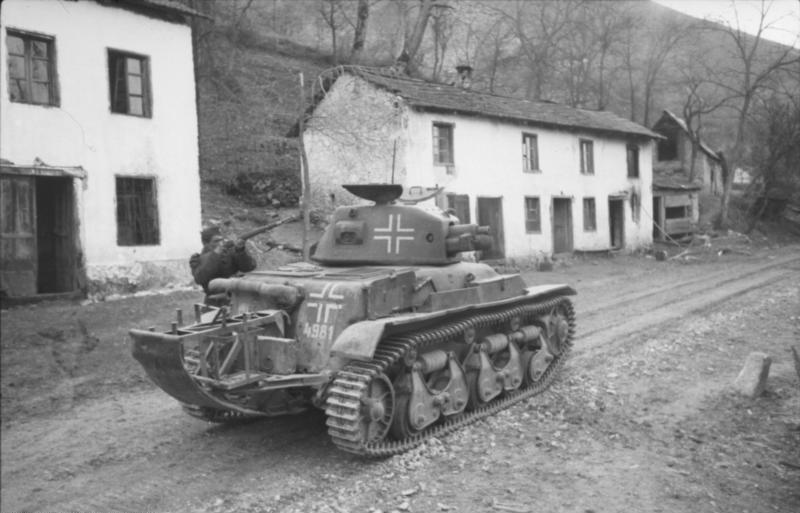
R35 német felségjelzéssel 1942-ben

Mivel az R35 volt a legnagyobb számban alkalmazott harckocsi, így értelemszerűen nagy számban került német kézre Franciaország bukása után. Az archívumokban ritkán tettek különbséget az R35 és az R40 között, viszont a zsákmányul ejtett Renault tankok száma is ismeretlen, ami 800-840 darab közé tehető.
Mivel az R35 harckocsit a gyalogság támogatására szánták, így sebessége alacsony, fegyverzete pedig elavult volt. Emiatt az R35 nem illett bele a németek taktikájába. Azonban 1940-ben a német hadsereg még mindig nem rendelkezett elég vontatójárművel ahhoz, hogy kiváltsa a lovakat (és ez a háború további részében sem változott), illetve a lengyelországi és franciaországi hadjáratok alatt elszenvedett páncélosveszteségek miatt a Renault R35-öst szinte azonnal hadrendbe is állították. Több más elavult típushoz hasonlóan az R35 harckocsiból is alakítottak ki új változatokat a torony és a fegyverzet eltávolítása után.
A típus első alkalmazására még a franciaországi hadjárat alatt került sor, amikor a sértetlenül zsákmányolt tankokat azonnal korábbi tulajdonosaik ellen fordították. A járművek későbbi használatát nehéz nyomon követni, mivel az egységek között a tankok gyakran cseréltek gazdát.
A franciaországi hadjárat után az R35 harckocsik nagyobb része német kézre került, melyekből 131 darabot változtatás nélkül Panzerkampfwagen 35R 731 (f) jelölés alatt rendszeresítettek, majd másodvonalbeli feladatokra használták őket. A többi példányból tüzérségi vontatót és lőszerszállítót alakítottak ki.

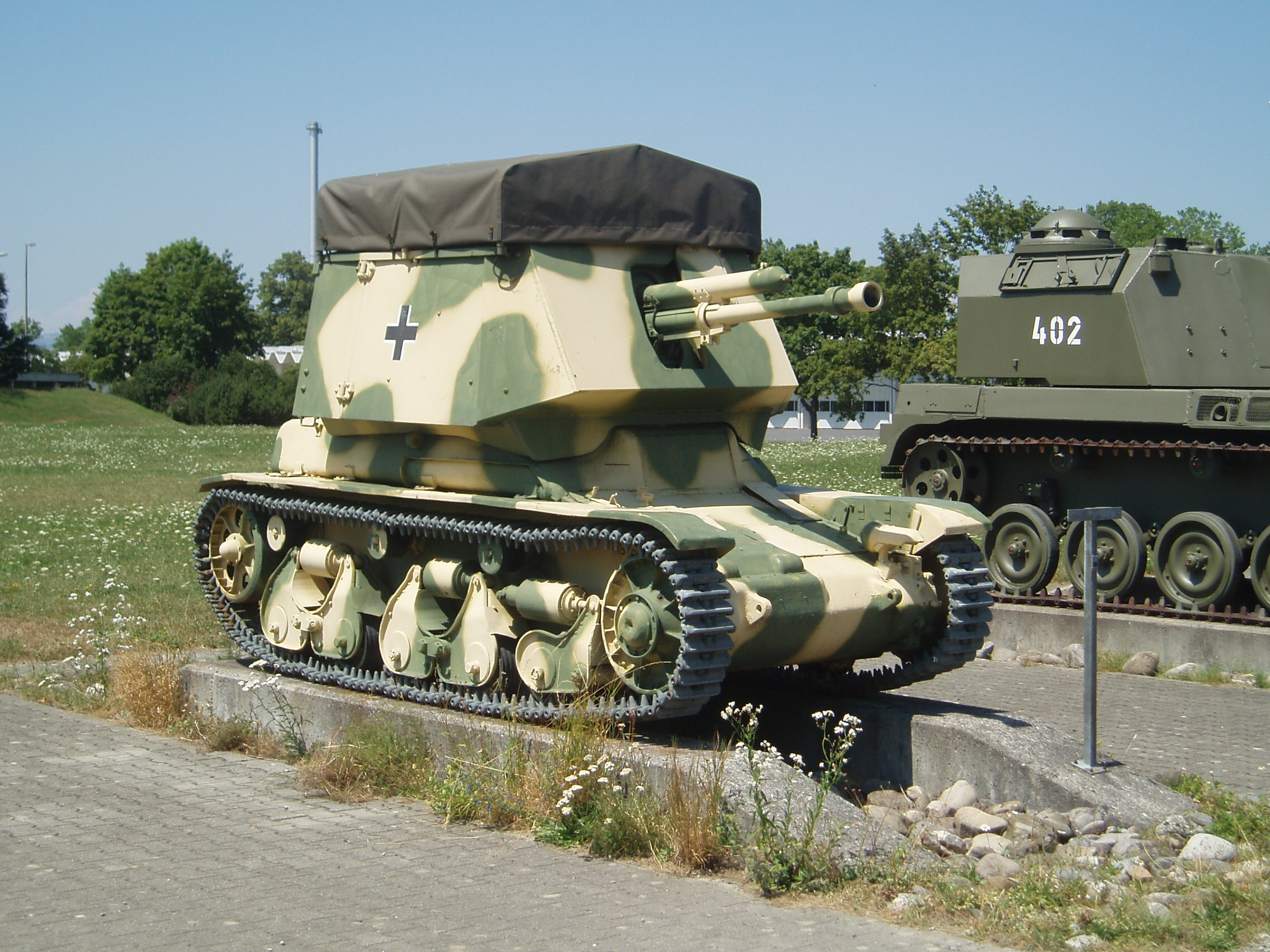
4,7cm PaK(t) auf Panzerkampfwagen 35R(f) ohne Turm

Jelentős mennyiséget, 174 darabot 47 mm-es páncéltörő löveggel felszerelt páncélvadásszá építettek át, hogy leváltsák a Panzerjäger I páncélvadászt, ennek a járműnek a jelölése a 4,7 cm PaK(t) auf Panzerkampfwagen 35R(f) ohne Turm lett. A páncélvadász változat tornyát eltávolították, helyébe egy páncélozott felépítménybe szerelt 47 mm kanón P.U.V. vz. 36 típusú, csehszlovák gyártmányú páncéltörő ágyút helyeztek. További 26 darab járműből parancsnoki változatot alakítottak ki, melyeknél a páncéltörő ágyú helyett egy gömbfoglalatba szerelt MG 34 géppuskát helyeztek. A járművek átalakítását az Alkett végezte 1941 május és október között. Az eredményül létrejött jármű nem lett olyan sikeres, mint a Panzerjäger I, főként az R35 alacsony sebessége miatt. Néhányat bevetettek a Barbarossa hadművelet alatt, viszont többségüket a megszállt területeken használták. 1944-ben bevetésre kerültek Normandiában és Arnhem környékén is.

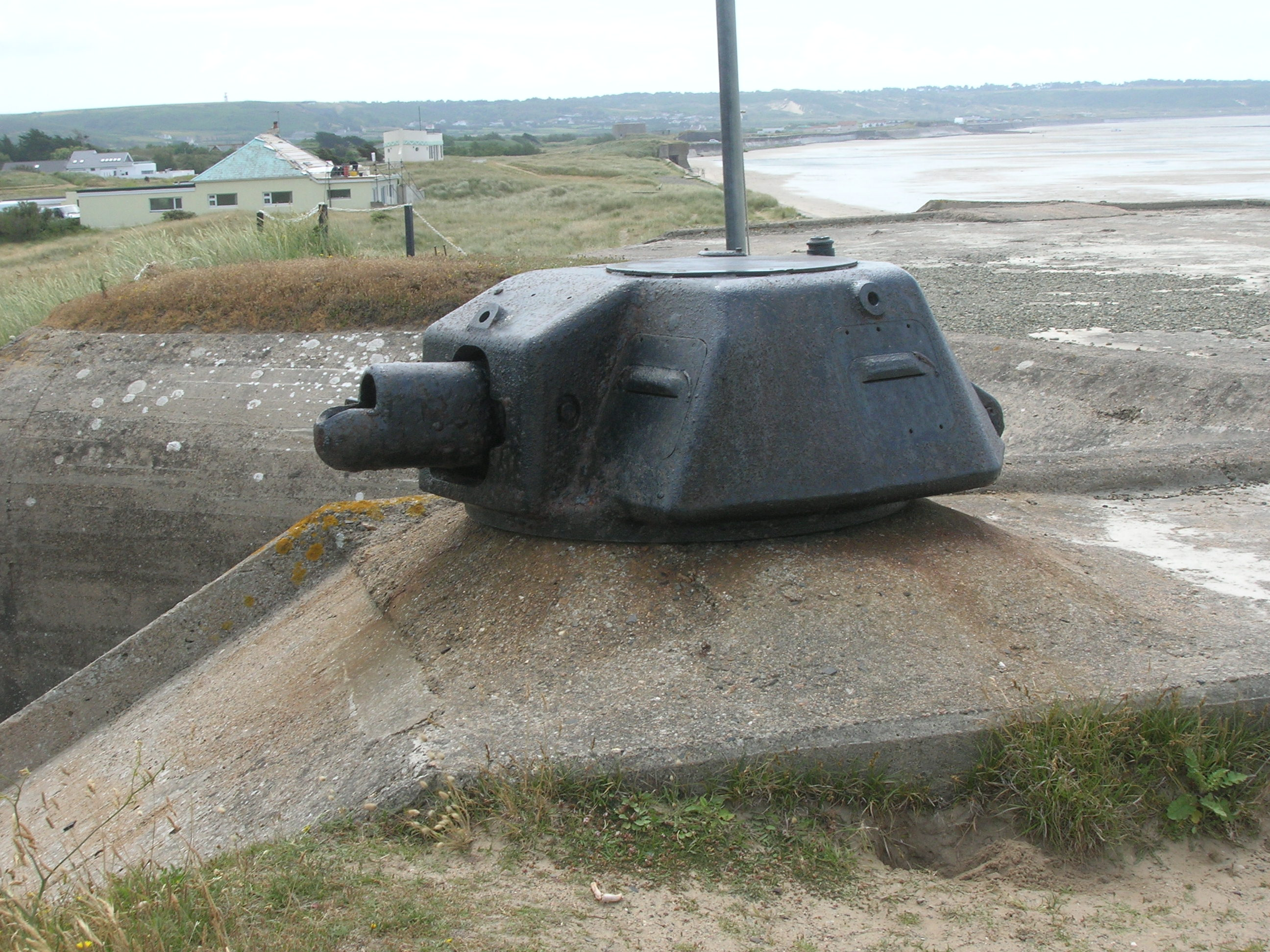
Egy Tobruk, amely a Channel Islands Military Museum bejáratát őrzi

A tankokról eltávolított tornyok egy része betonbunkerek tetejére került. Ezeket a megerősített védelmi épületeket „Tobruk” néven említették. Az R35 tornyok felszerelése kielégítő tűzerőt biztosított a gyalogság ellen, a páncélzat pedig védelmet nyújtott a kézifegyverek tüze és a tüzérségi lövedékek repeszei ellen.
14 R35 harckocsit járművezető képzésre használtak, ezekkel 1944-ben a német 7. hadsereg 100. tartalék páncélos zászlóalját szerelték fel. 1944. június 6-án ezeket a tankokat Sainte-Mère-Église közelében vetették be az amerikai ejtőernyősök ellen.

### Jugoszlávia

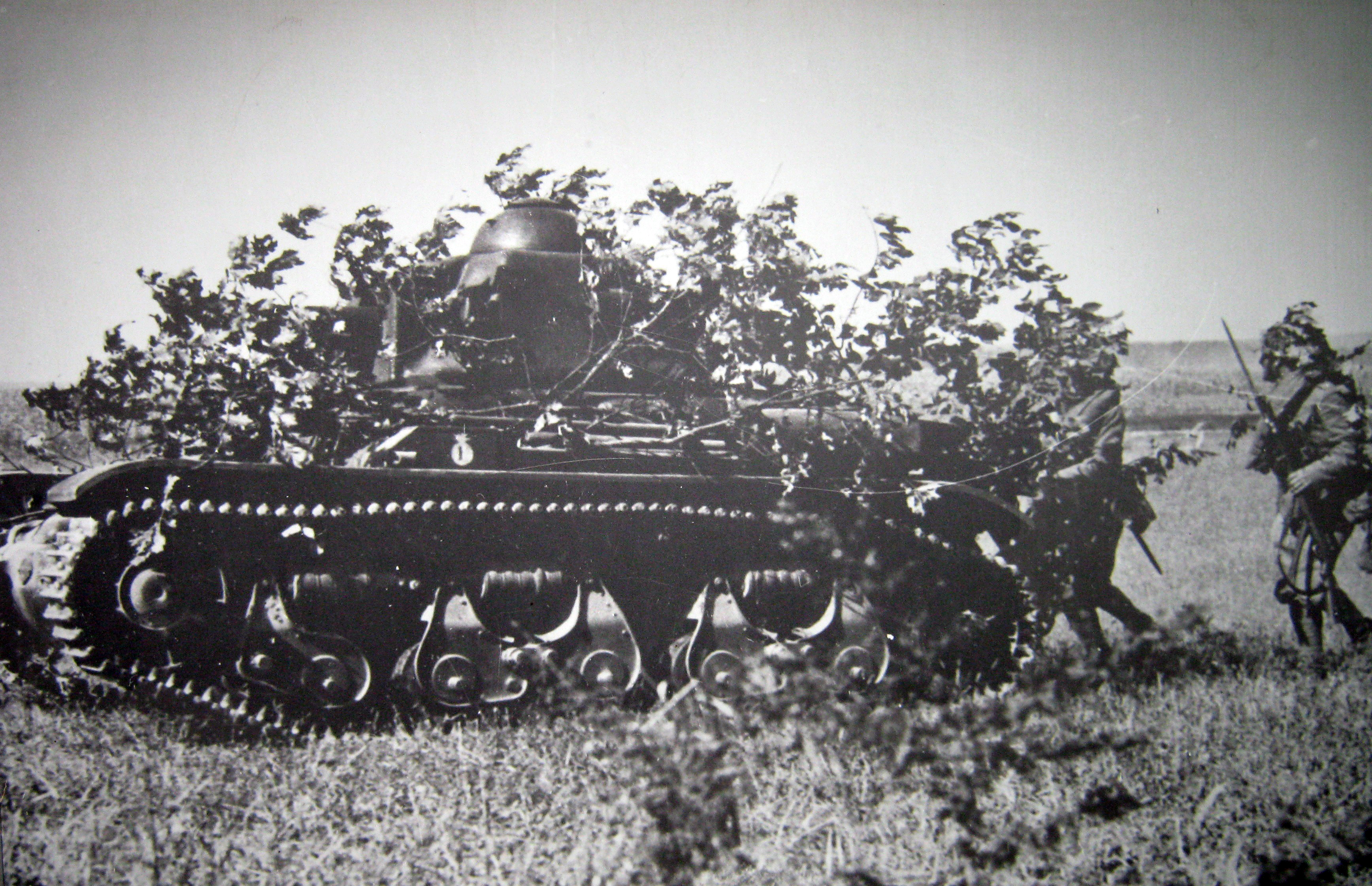
R35 harckocsi a jugoszláv hadsereg 1940-es nagy hadgyakorlatán, Torlak

1941. április 8-án a Tengelyhatalmak lerohanták a Jugoszláv Királyságot. Ekkor nem kevesebb, mint hat német páncéloshadosztály és két olasz páncéloshadosztály nézett szembe 118 darab jugoszláv páncélossal.
A jugoszláv haderő fejlesztésébe tíz évvel a második világháború előtt kezdtek bele, változó sikerrel. A harmincas évek elején néhány White-Laffly páncélgépkocsit és nagyjából 60 FT–17 és M28 Renault-Kégresse harckocsit szereztek be. A lovasság 200 Škoda S–I–D (vagy T32) kisharckocsit rendelt, de Csehszlovákia megszállása előtt csak 8 darabot kaptak meg. A harckocsizászlóaljak elsőként kapták volna meg a lengyel gyártmányú 7TP tankokat, de még a szállítások megkezdése előtt lerohanták a németek Lengyelországot.
Mint a kisantant tagja, Jugoszlávia egészen 1940-ig működött együtt Franciaországgal katonai felszerelés és doktrína tekintetében is. Emiatt a hadsereg szervezetére nagy befolyással volt a franciáké, így a harckocsikat ők is csak a gyalogság támogatására szánták. 1940 áprilisában Franciaország 54 darab Renault R35 harckocsit szállított le Jugoszláviának, melyeket az 1. harckocsizászlóaljba osztottak. Ezt az egységet három századba osztották, melyeket további három szakaszra bontottak, egyenként öt plusz egy harckocsival.
A Tengelyhatalmak számbeli fölénye ellen a jugoszláv hadsereg nem sok mindent tehetett. A lovasság kisharckocsijait a német 11. páncéloshadosztály Belgrádtól délre megsemmisítette. Az FT–17 és M28 harckocsikkal felszerelt önálló századok felőrlődtek a német 2. és 9. páncéloshadosztállyal vívott harcokban. Néhány harckocsit üzemanyaghiány miatt kellett feladniuk. A jugoszláv 1. páncéloszászlóalj R35 tankjai április 13-14 között ütköztek meg a német 11. páncéloshadosztály Panzerkampfwagen III harckocsijaival, melynek során az 54 harckocsi nagy része megsemmisült. A megmaradt darabokat a németek azonnal hadba fogták önálló szakaszokba szervezve.

### Magyar Királyság
Lengyelország 1939-es veresége után a Magyarországra visszavonuló csapatoktól vett át a Magyar Királyi Honvédség három darabot, melyeket később kiképzési célokra használtak.

### Román Királyság
Románia újrafegyverkezési programja keretében megpróbálta megvásárolni a Renault R35 gyártási jogait. 200 darab páncélost szándékoztak legyártani, az ehhez szükséges infrastruktúrát pedig vasúton szállították volna át Franciaországból 1938-tól kezdődően. Azonban Franciaország éppen csak elindította saját fegyverkezési programját, így végül a gyártási jogok helyett 200 darab tank eladásában egyeztek meg a felek. Ebből az első ötven darab 1939 szeptemberében, 25 darab 1940 januárjában, 25 darab májusban, 50 darab szeptemberben majd az utolsó 50 darab 1941 szeptemberében érkezett volna meg, azonban Franciaország bukásáig mindössze 41 darab került leszállításra.
Ezeket a harckocsikat 1939-ben a Román Királyi Hadsereg 2. páncélosezrede kapta meg. Az R35 harckocsik mellett az ezred főleg francia eredetű hadianyaggal volt felszerelve, többek között Renault teherautókkal és Laffly S15 parancsnoki kocsikkal. 1939 szeptemberében a lengyel 21. könnyű harckocsizászlóalj Romániába vonult vissza az előretörő Wehrmacht csapatok elől. 34 darab R35 harckocsijukat a románok elkobozták, majd hadrendbe állították a 2. páncélosezrednél. Ezeken a járműveken néhány kisebb módosítást hajtottak végre. A Reibel géppuskák helyébe a 7,92 mm-es ZB vz. 37 géppuskát szerelték be. A felfüggesztést javították a gumi futófelületek fémre való cseréjével, mivel a gumiból készültek hamar elhasználódtak. Az ezred immáron 75 harckocsival rendelkezett, így járműveit két zászlóaljba, azon belül pedig három századba szervezték. Első bevetésükre 1941 januárjában került sor Bukaresten, ahol legalább egy tank kiégett az utcai zavargások alatt.
Az 1941 júniusában indított Szovjetunió elleni támadásban az 1. páncéloshadosztály két páncélosezreddel került bevetésre. Az elsőt R2 tankokkal a másodikat R35 tankokkal szerelték fel. Mivel a két típus sebessége eltérő volt, így a lassabb Renault harckocsit a 4. hadtest támogatására küldték 1941 júliusában. Részt vett Besszarábia felszabadításában és az Odessza elleni támadásban, ahol a Renault harckocsik páncélzata jól jött a szovjet páncéltörő puskák ellen. 37 mm-es főfegyverzetük azonban csak a gyalogság támogatására felelt meg. A város októberi bevételekor már 15 harckocsi került veszteséglistára, azonban a megmaradt példányok is nagyobb karbantartást igényeltek a sérülések és az intenzív használat miatt. Ebben az időben már keresték a megoldást a Renault tankok gyenge fegyverzetének orvosolására, azonban addig is kénytelenek voltak első vonalban tartani a páncélosokat. 1943 áprilisában még 60 darab R35 volt készleten. Ezeket partizánok ellen használták Transznisztriában.
Ez idő alatt tanulmányokat készítettek a gyenge fegyverzet problémájának megoldására. Az egyik elképzelés szerint a tornyot egy szovjet T–26 könnyű harckocsi tornyára cserélnék vagy a fegyverzetet váltanák le szovjet 45 mm-es vagy francia 47 mm-es páncéltörő ágyúra. 1942 decemberében elhatározták, hogy a 37 mm-es ágyút egy, a szovjet BT–7 vagy T–26 harckocsiból kiszerelt 45 mm-es ágyúra cserélik, amelyeket a román hadsereg nagy számban zsákmányolt. Az új löveg háromszor hosszabb volt, visszarúgása pedig erőteljesebb, így a tornyot is módosítani kellett. A nagyobb ágyú miatt a párhuzamosított géppuskát el kellett távolítani, a lőszerkészletet pedig le kellett csökkenteni. A prototípust 1943 februárjában próbálták ki, majd a gépesített erők parancsnoksága 33 darabot rendelt belőle. Az új járművet a Vanatorul de Care R35 vagy R35/45 jelzéssel látták el, majd a megrendelt mennyiséget 1944 júniusában szállították le a 2. páncélosezrednek. A főparancsnokság a többi harckocsi átalakításában reménykedett, azonban az 1944. augusztus 23-i átállás után erre nem került sor. Az új típus első bevetésére 1944 júliusában került sor.
Miután Románia átállt a szovjetek oldalára, erőiket a németek ellen vetették be. A 2. páncélosezred egyenlő számban rendelkezett az eredeti és az átalakított R35 harckocsikkal. A Garam völgyében 1945. március 26-27 között vívott csatában nyolc R35 megsemmisült és további kettő megrongálódott. A későbbi ausztriai és csehországi hadműveletek alatt az összes R35 megsemmisült.
A háború után néhány Renault harckocsit helyreállítottak, majd 1952-ig üzemeltettek. Napjainkban egy példány megtekinthető a Bukaresti Katonai Múzeumban.

### Szíria
1948. május 20-án öt darab szír R35 vett részt a szír hadsereg sikertelen támadásában Degania Alef kibuc ellen Galilea térségében. A kibuc védői 20 mm-es páncéltörő ágyúkkal és Molotov-koktélokkal felszerelve három R35 páncélost tettek harcképtelenné, a maradék kettő pedig megfutamodott. Az egyik kilőtt harckocsit a kibuc közelében meghagyták, mint emlékművet. Néhány szír járművet 40 mm-es Ordnance QF 2-pounder ágyúval fegyvereztek fel.

## Tervek
Az 1939 szeptemberében végrehajtott, igen gyenge Saar-vidék elleni offenzíva alkalmával a franciák szembekerültek a németek által telepített aknamezőkkel. A francia főparancsnokság a helyzetet mérlegelve elrendelte aknamentesítő járművek létrehozását. 1940. április 2. és 5. között négy eszközzel hajtottak végre próbákat.
Picard százados járműve kivethető görgőkkel volt felszerelve: a jármű elejére egy hosszú póznát erősítettek, ezen lógtak a görgők, melyekbe a beleakadó aknák felrobbantak.
Schwob százados járművének elejére és végére, a lánctalpakkal egy vonalban láncra rögzített súlyokat húztak, ezek semmisítették meg az aknákat.
Mr. Corbier (az AMX munkatársa) az R35 elejére egy egyszerű tengelyt szerelt, amelyre három, egy méter átmérőjű tárcsát rögzítettek. Ezt az eszközt az SY4 jellel látták el.
A negyedik eszköz Ateliers de la Rhonelle (az AMX alvállalkozója) ekéje volt, amely a földbe eresztve kifordította az aknákat. Az eke munkamélysége állítható volt.
Mind a négy szerkezetet kipróbálták az R35 harckocsi alvázán, különféle terepen francia gyártmányú aknák ellen, melyekből eltávolították a robbanóanyagot. A Picard és Schwob rendszerekről hamar kiderült, hogy alkalmatlanok a feladatra, mivel több akna is „felrobbant” a harckocsik lánctalpa alatt. Az eke viszonylag jól teljesített, de bizonyos terepviszonyok között használhatatlan volt.
Az AMX SY4 jelű aknamentesítő eszköze azonban valamennyi ellenfelét felülmúlta. Mivel az idő sürgetett, így azonnal rendeltek belőle 130 darabot, de egyet sem szállítottak le a fegyverletétel előtt. Az ötlet azonban nem veszett el, mivel a terveket 1940 júniusában az Egyesült Államokba küldték, ahol később a Sherman harckocsikon kerültek hasonló eszközök alkalmazásra.
1939 végén vagy 1940 elején néhány járművet ágnyalábok hordozásához alakítottak át és próbáltak ki. A páncéltest és a torony fölé fémkeretet szerkesztettek, erre erősítették fel az ágnyalábokat. Az R35 terepjáró képessége szegényes volt, így ágnyalábokkal tervezték feltölteni a bombakrátereket, lövészárkokat és egyéb akadályokat. Nincs bizonyíték arra, hogy az 1940-es franciaországi hadjárat alatt bevetésre kerültek volna ilyen eszközök.

## Változatok
- Renault ZM – Prototípus
- Renault R35 – Alapváltozat rövid csövű 37 mm-es SA 18 harckocsiágyúval
- Renault R40 – Továbbfejlesztett változat új futóművel és erősebb hosszú csövű 37 mm-es SA 38 harckocsiágyúval
- Panzerkampfwagen 35R 731 (f) – Az R35 német jelölése
- 4,7 cm PaK(t) auf Panzerkampfwagen 35R(f) ohne Turm – A németek által épített 47 mm-es páncéltörő ágyúval felszerelt páncélvadász változat
- 5 cm Pak38 auf PzKpfw 35R (f) – Német 5 cm-es PaK 38 páncéltörő ágyúval felszerelt páncélvadász. Csak egy prototípus készült
- Munitionspanzer 35R 731(f) – Német lőszerszállító változat
- Artillerie Schlepper 35R 731(f) – Német tüzérségi vontató
- Zugkraftwagen 35R 731(f) – Német tüzérségi vontató
- Mörserzugmittel 35R (f) – Német tüzérségi vontató

## Egyéb adatok
- Üzemanyagtartály: 170,5 l
- Lépcsőmászó képesség: 0,50 m
- Gázlóképesség: 0,80 m
- Árokáthidaló képesség: 1,60 m
- Fajlagos talajnyomás: 0,86 kp/cm²
- Lőszer javadalmazás: 100 darab ágyú- és 2400 darab géppuskalőszer